# Метод Лауе

Метод Лауе — метод дослідження структури кристалів за допомогою рентгенівських променів.
Названо на честь німецького фізика Макса фон Лауе, за чиєю пропозицією 1912 року фізики Вальтер Фрідріх і Пауль Кніпінг провели дослід.
У цьому методі дифракційна картина виникає внаслідок просвічування нерухомого монокристала поліхроматичним рентгенівським випромінюванням. Метод дозволяє швидко і наочно встановити сингонію та орієнтацію кристала, але, порівняно з монохроматичними методами, виявився незручним для дослідження структури через складну форму спектра випромінювання рентгенівських трубок. Пізніше метод стали успішно застосовувати на синхротронному випромінюванні, де інтенсивність слабко змінюється в широкому діапазоні довжин хвиль, а монохроматизація недоцільна, оскільки веде до втрати більшості енергії. За розподілом інтенсивності у плямі можна робити висновки про ступінь досконалості кристала і визначати його дефекти: блоковість, мозаїчність, присутність внутрішньої деформації тощо.
Отриману дифракційну картину називають лауеграмою.